# Velilla
Velilla község Spanyolországban, Valladolid tartományban. Velilla Matilla de los Caños, Tordesillas, Bercero, Berceruelo és Velliza községekkel határos. Lakosainak száma 113 fő (2024).

## Népesség
A település népessége az utóbbi években az alábbiak szerint változott:
| Lakosok száma | 150  | 138  | 135  | 127  | 122  | 114  | 113  | 110  | 114  | 113  |
|               | 2001 | 2004 | 2007 | 2009 | 2012 | 2014 | 2017 | 2019 | 2022 | 2024 |